# Nashua (New Hampshire)
Nashua – miasto w Stanach Zjednoczonych, w stanie New Hampshire, w hrabstwie Hillsborough, położone na zachodnim brzegu rzeki Merrimack.
W tym mieście rozwinął się przemysł elektroniczny, chemiczny, obuwniczy oraz spożywczy.

## Religia
- Parafia św. Stanisława Biskupa i Męczennika

## Znane osoby
W mieście tym urodził się Triple H.